# Секуєнь (комуна, Бакеу)
Секуєнь, Секуєні (рум. Secuieni) — комуна у повіті Бакеу в Румунії. До складу комуни входять такі села (дані про населення за 2002 рік):
- Бербінчень (177 осіб)
- Валя-Финацулуй
- Велень (57 осіб)
- Глодішоареле (265 осіб)
- Кітічень (184 особи)
- Секуєнь (1189 осіб)
- Фундень (197 осіб)

Комуна розташована на відстані 257 км на північ від Бухареста, 15 км на північний схід від Бакеу, 68 км на південний захід від Ясс.

## Населення
За даними перепису населення 2002 року у комуні проживали 4436 осіб.
Національний склад населення комуни:
| Національність | Кількість осіб | Відсоток |
| -------------- | -------------- | -------- |
| румуни         | 4432           | 99,9%    |
| цигани         | 2              | < 0,1%   |
| угорці         | 1              | < 0,1%   |
| німці          | 1              | < 0,1%   |

Рідною мовою назвали:
| Мова      | Кількість осіб | Відсоток |
| --------- | -------------- | -------- |
| румунську | 4433           | 99,9%    |
| циганську | 2              | < 0,1%   |
| угорську  | 1              | < 0,1%   |

Склад населення комуни за віросповіданням:
| Релігія       | Кількість осіб | Відсоток |
| ------------- | -------------- | -------- |
| православні   | 4268           | 96,2%    |
| п'ятдесятники | 70             | 1,6%     |
| старообрядці  | 58             | 1,3%     |
| римо-католики | 18             | 0,4%     |
| адвентисти    | 15             | 0,3%     |
| не релігійні  | 2              | < 0,1%   |
| атеїсти       | 1              | < 0,1%   |

## Зовнішні посилання
- Дані про комуну Секуєнь на сайті Ghidul Primăriilor [Архівовано 16 вересня 2012 у Wayback Machine.]